# Kojirō Yasuda
Kojirō Yasuda (japanisch 安田 虎士朗 Yasuda Kojirō; * 14. August 2003 in der Präfektur Ishikawa) ist ein japanischer Fußballspieler.

## Verein
Yasuda erlernte das Fußballspielen in der Jugendmannschaft vom FC Tokyo. Die U23-Mannschaft des Vereins spielte in der dritten Liga, der J3 League. Bereits als Jugendspieler absolvierte er neun Drittligaspiele. Am 1. Februar 2022 unterschrieb er bei seinem Jugendverein seinen ersten Profivertrag. Der FC Tokyo spielte in der ersten Liga. In seiner ersten Saison bestritt er ein Erstligaspiele. Die Saison 2023 wurde er an den Zweitligisten Tochigi SC ausgeliehen. Für den Verein aus Utsunomiya bestritt er 13 Ligaspiele. Nach der Ausleihe kehrte er im Januar 2024 kurz zum FC Tokyo zurück und wurde zwei Monate später leihweise an Tegevajaro Miyazaki in die J3 League abgegeben.

## Nationalmannschaft
Am 25. April 2018 absolvierte Yasuda eine Partie für die japanische U-15-Nationalmannschaft während eines Jugendturniers im italienischen Carlino gegen England (4:3).